# Bliss (Idaho)
Bliss è una città (city) degli Stati Uniti d'America, situata nella contea di Gooding, nello Stato dell'Idaho.